# Porterpygus
Porterpygus is een geslacht van zee-egels uit de familie Apatopygidae.

## Soorten
- Porterpygus kieri Baker, 1983